# María Parado de Bellido

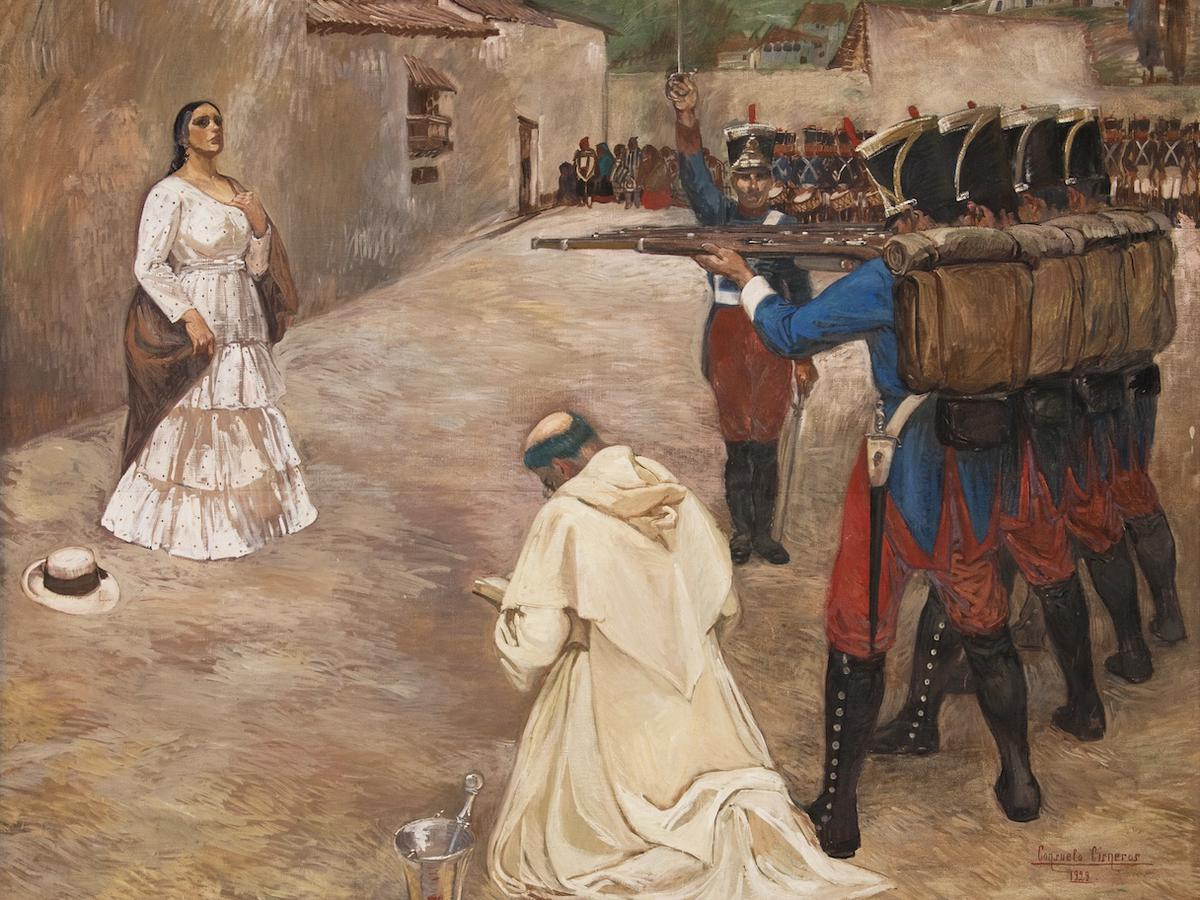
Fusilamiento de Maria Parado de Bellido de Consuelo Cisneros, 1929

María Parado de Bellido (5 de juliol de 1777 - 11 de maig de 1822) va ser una revolucionària indígena peruana durant la lluita per la independència d'Espanya.

## Biografia
Va néixer a Ayacucho, també coneguda com Huamanga. Es va casar amb Mariano Bellido quan tenia 15 anys. El seu marit i un dels seus fills lluitaven per la independència i ella va facilitar informació sobre els moviments de tropes espanyoles, dictant i signant les seves cartes, ja que era analfabeta. Després que una de les seves cartes fos interceptada pels espanyols, va ser capturada i interrogada, però va dir que preferiria morir que trair el seu país: "no estic aquí per informar-los, sino per sacrificar-me per la causa de la llibertat". Va ser afusellada pels espanyols l'11 de maig de 1822.
És considerada una heroïna peruana i la tradició oral ha creat diversos mites sobre ella. Es diu que el general Carratala, en un intent de persuadir-la perquè parlés, va ordenar als soldats que cremessin la casa on vivien les seves filles, però que es van salvar perquè la gent local els va advertir que fugissin. També es diu que es va aturar fora de l'església de Santo Domingo, en el camí cap a la seva execució, per agenollar-se i resar a la Mare de Déu; i que després de la seva execució, un sacerdot va reclamar el seu cos i el va enterrar en un terreny consagrat a l'església de la Mercè. S'ha dit que la seva figura ha esdevingut una figura de proporcions gairebé mítiques profundament entrellaçades amb el sentit peruà de nacionalitat".
El seu nom es commemora en el Districte de María Parado de Bellido, a la província de Callao, al Perú. L'Afusellament de María Parado de bellido de Consuelo Cisneros (1929) és una pintura que es troba al Museu Nacional d'Arqueologia. El 1975 un segell de correus peruà portava el seu retrat com a part d'un conjunt de segells per a "Any de les dones peruanes".